# أمادور سالازار
أمادور سالازار (بالإسبانية: Amador Salazar) هو عسكري مكسيكي، ولد في 30 أبريل 1868 في كويرنافاكا في المكسيك، وتوفي في 16 أبريل 1916 في Yautepec, Morelos ‏ في المكسيك.